# Sœurs de la Sainte Famille de Nazareth
 (juin 2023).
Si vous disposez d'ouvrages ou d'articles de référence ou si vous connaissez des sites web de qualité traitant du thème abordé ici, merci de compléter l'article en donnant les références utiles à sa vérifiabilité et en les liant à la section « Notes et références ».
Les sœurs de la Sainte Famille de Nazareth (Congregatio Sororum Sacræ Familiæ de Nazareth) forment une congrégation religieuse féminine de droit pontifical.

## Historique
La congrégation est fondée à Rome en 1875 avec l'approbation du cardinal-vicaire Raffaele Monaco La Valletta par Françoise Siedliska, en religion mère Marie de Jésus Bon Pasteur, qui écrit les constitutions religieuses avec l'aide de Pierre Semenenko, supérieur général de la congrégation de la Résurrection de Notre-Seigneur Jésus-Christ. Les premières sœurs suivent les émigrants polonais aux États-Unis en 1885 commençant leur travail à Chicago. Elles fondent une école qui est fréquentée par des enfants d'émigrants italiens et polonais. Elles développent ensuite leur œuvre vers l'enseignement, le soin des malades et toute action apostolique.
L'institut reçoit le décret de louange le 1er septembre 1896 et ses constitutions sont définitivement approuvées par le Saint-Siège le 4 juin 1923.
En 1943, onze sœurs de la Sainte Famille, Marie Stella Mardosewicz et dix sœurs martyres de Nowogrodek, sont fusillées et béatifiées en 2000.

## Activités et diffusion
Les sœurs de la sainte Famille se consacrent à l'éducation des filles et au soin des malades.
Elles sont présentes en :
- Europe : France, Espagne, Italie, Lituanie, Biélorussie, Pologne, Royaume-Uni, Russie, Ukraine.
- Amérique : États-Unis, Porto Rico.
- Asie : Israël, Philippines.
- Océanie : Australie.

En 2017, la congrégation comptait 1214 sœurs dans 153 maisons.